# موقعة الجمل
مَوقِعةُ الجَمَل هي معركة وقعت في البصرة عام 36هـ بين قوَّات الخليفة الراشد الرابع علي بن أبي طالب، والجيش الذي يقودُه الصحابيَّان طلحة بن عبيد الله، والزبير بن العوام، مع أم المؤمنين عائشة زوجة النبي محمد ﷺ، التي قيل إنها ذهبت مع الجيش في هودج من حديد على ظهر جمل، فسُمِّيت المعركة بالجَمَل نسبةً إلى مَركوبها.

## تاريخ الواقعة
اختلف المؤرِّخون في تحديد شهر الواقعة مع اتفاقهم على أنها كانت في العاشر منه سنة 36 هـ إلى قولين:
- جُمادى الآخرة: وهو أشهر الأقوال والصحيح عند جماعة من المحققين، وجزم به الواقدي وابن سعد وخليفة بن خياط وابن زبر وابن عبد البر وابن الجوزي وآخرون.
- جُمادى الأولى: وهو قول الليث بن سعد وابن حبان.

## أسباب خروج الجيشَين
بعد حدوث الفتنة ومقتل عثمان بن عفان، بايع كبار الصحابة علي بن أبي طالب لخلافة المسلمين، وانتقل إلى الكوفة ونقل عاصمة الخلافة إلى هناك، وبعدها انتظر بعض الصحابة أن يقتص علي من قتلة عثمان، لكنه أجَّل هذا الأمر.

### عند أهل السنة
يرى أهل السنة أن علي بن أبي طالب لم يكن قادرًا على تنفيذ القصاص في قتلة عثمان، مع علمه بأعيانهم، لأنهم سيطروا على مقاليد الأمور في المدينة النبوية، وشكلوا فئة قوية ومسلحة كان من الصعب القضاء عليها. لذلك فضل الانتظار ليتحين الفرصة المناسبة للقِصاص. لكن بعض الصحابة وعلى رأسهم طلحة بن عبيد الله والزبير بن العوام رفضوا هذا التباطؤ في تنفيذ القصاص. ولما مضت أربعة أشهر على بيعة علي دون أن ينفذ القصاص خرج طلحة والزبير إلى مكة، والتقوا عائشة التي كانت عائدة من أداء فريضة الحج، واتفق رأيهم على الخروج إلى البصرة ليلتقوا بمن فيها من الخيل والرجال، ليس لهم غرض في القتال، وذلك تمهيدًا للقبض على قتلة عثمان، وإنفاذ القصاص فيهم.

### عند الشيعة
يرى الشيعة أن علي بن أبي طالب أجَّل الحُكم بالقِصاص لسببين:
1. الانتظار حتى تهدأ الفتنة: لم يكن علي قادرًا على تنفيذ القصاص في قتلة عثمان لعدم علمه بأعيانهم، لذلك فضل الانتظار لتبيان لقتله.
2. أخذ البيعة من أهالي الأمصار وعزل الولاة وتعيين ولاة جدد وذلك لتقليل سخط الناس على بعض الولاة حيث اتهم أهل الشام ومصر الولاة بالعمل لمصالح شخصية على حساب مصالح الناس وعدم الحفاظ على سنة النبي، فأراد علي بذلك إحقاق الحق وتهدئة النفوس وإعادة الأمور إلى نصابها.

ويفسر الشيعة خروج طلحة والزبير أنهما بايعا عليًا طمعًا في منصب وهو ما لم ينالاه لذلك خرجا عليه واتخذا من القصاص لمقتل عثمان حجة لعزله عن الخلافة أو قتله، أما عائشة فهي من حرض الناس على قتل عثمان فهي من قالت: «اقتلوا نعثلًا (عثمان) فقد كفر»، وهي التي أثارت الحرب وحرضت طلحة والزبير وأخبرتهم بأن عليًا هو من قتله أو سهل مقتله.
مواقف كل من ادعى الطلب بدم عثمان دون عداوة له مع علي بن أبي طالب
- أولا: طلحة بن عبيد الله: روى ابن أبي الحديد المعتزلي في شرحه لكتاب نهج البلاغة أن طلحة انحاز لعثمان واختاره للخلافة هو اليوم يحرض الناس على قتل عثمان ورفض طلب علي أن يمنع الناس عنه، وعندما أتى البعض بجثة عثمان لدفنه أقعد لهم ناس يرمونهم بالحجارة فلم يستطيعوا دفنه في مقابر المسلمين، فدفن في حش كوكب كانت اليهود تدفن فيه موتاهم.[15]
- ثانيا: الزبير بن العوام: كان للزبير بن عوام ما لطلحة من ذكر في خصوص هذه المعركة وقتال علي بن أبي طالب[16]، وحول موقفه من حصار عثمان ففي شرح الأخبار للقاضي الإسماعيلي النعمان المغربي:1/344 (أنه روي عن الزبير أنه قيل له إن عثمان محصور وإنه قد منع الماء ! فقال:﴿وَحِيلَ بَيْنَهُمْ وَبَيْنَ مَا يَشْتَهُونَ كَمَا فُعِلَ بِأَشْيَاعِهِمْ مِنْ قَبْلُ إِنَّهُمْ كَانُوا فِي شَكٍّ مُرِيبٍ ۝٥٤﴾ [سبأ:54]).[17] فحين وصل علي إلى البصرة خاطب جيش طلحة والزبير وعائشة بأن أرسل لهم مرسالًا حاملًا للقرآن لحفظ دماء المسلمين إلا أنهم رفضوا ذلك وقتلوا من حمل إليهم القرآن ويذكر الذهبي قائلا:«إنَّ أوَّل قتيل كان يومئذٍ مسلم الجُهني، أمره عليٌّ فحمل مصحفًا، فطاف به على القوم يدعوهم إلى كتاب الله، فقُتل[18]»، ويذكر الطبري بأنه بعد هذه الحادثة نادى علي بن أبي طالب الزبير بن عوام وذكره قائلا «يا زبير أتذكر يوم مررت مع الرسول محمد في بني غنم فنظر إلى فضحك وضحكت إليه، فقلت: لا يدع ابن أبي طالب زهوه، فقال لك الرسول: صه، إنه ليس به زهو ولتقاتلنه وأنت ظالم له».[19]
  - ويروي ابن أبي الحديد في شرحه لكتاب نهج البلاغة أن علي بن أبي طالب دعا على الزبير بن العوام في إحدى خطبه قائلا: «اللهم إن الزبير قطع رحمي، ونكث بيعتي، وظاهر على عدوي، فاكفنيه اليوم بما شئت.[20]»
  - ما قاله علي عند مقابلته للزبير في ساحة المعركة: «أتطلب مني دم عثمان وأنت قاتله».[8]
- طلحة والزبير معًا: يقول محمد باقر المحمودي في مؤلفه نهج السعادة في مستدرك نهج البلاغة أن علي بن أبي طالب ذكر الأسباب الحقيقية لانقلاب طلحة والزبير عليه، فيقول:«كان طلحة يرجو اليمن، والزبير يرجو العراق، فلما علما اني غير موليهما استأذناني للعمرة يريدان الغدر، فأتيا عائشة واستخفاها مع كل شي في نفسها علـيُّ،..... وقادهما عبد الله بن عامر إلى البصرة، وضمن لهما الأموال والرجال،.... واعانهم عليُّ يعلى بن منبه بأصوع الدنانير،... ثم أتو البصرة وأهلها مجتمعون على بيعتي وطاعتي وبها شيعتي[21]»
- ثالثا: عائشة بنت أبي بكر: يرى قسم من الشيعة في أن حرب عائشة ضد علي هي نتيجة كرهها له لعدة أسباب على رأسها موقف علي منها يوم حادثة الإفك حيث أشار على الرسول بطلاقها.[22]
  - كرهها لعلي بن أبي طالب وفرحها بوفاته حيث انها لما سمعت بموت علي بن أبي طالب سجدت شكرا لله.[23]
  - ويروي ابن أبي الحديد في شرحه لكتاب نهج البلاغة أن عائشة كانت من أشد المحرضين على عثمان والداعين إلى قتله، فيذكر ابن أبي الحديد قائلا:« جاءت عائشة وحفصة ودخلتا على عثمان أيام خلافته وطلبتا منه ان يقسم لهما ارثهما من نبي الإسلام وكان عثمان بن عفان متكئًا فاستوى جالسا وقال لعائشة: أنت وهذه الجالسة جئتما بأعرابي يتطهر ببوله وشهدتما أن الرسول قال: نحن معاشر الأنبياء لا نورث، فإذا كان الرسول حقيقه لا يورث فماذا تطلبان بعد هذا؟ وإذا كان الرسول يورث لماذا منعتم فاطمة حقها؟ فخرجت من عنده غاضبة وقالت:اقتلوا نعثلا فقد كفر.[24]»
- رابعا: معاوية بن أبي سفيان: يذكر محمد باقر المحمودي في نهج السعادة أن لمعاوية الدور في تشجيع أهل الجمل على مقاتلة علي بن أبي طالب رغبةً في الملك والجاه وينقل رسالة معاوية التي خاطب بها الزبير بن العوام قائلا:«فإني قد بايعت لك أهل الشام فأجابوا واستوسقوا كما يستوسق الجلب، فدونك الكوفة والبصرة، لا يسبقك إليها ابن أبي طالب، فإنه لا شي بعد هذين المصريين، وقد بايعت لطلحة بن عبيد الله من بعدك، فأظهرا الطلب بدم عثمان، واعدوا الناس إلى ذلك، وليكن منكما الجد والتشمير، أظفركما الله وخذل مناوئكما[25]»

## ما حدث في البصرة

### من منظور السنة
وصل أصحاب الجمل إلى البصرة، ولم يكن لهم غرض في القتال، بل أرادوا جمع الكلمة والقصاص من قتلة عثمان بن عفان، والاتفاق مع علي بن أبي طالب في الكيفية التي يمكن بها تنفيذ القصاص، في مكان بعيد عن المدينة المنورة التي صارت في تلك الأيام معقلًا لقتلة عثمان وأنصارهم. وكان في البصرة نفر من دعاة الفتنة، الذين خرجوا على عثمان بن عفان. فعمل هؤلاء النفر من دعاة الفتنة على التحريض ضد أصحاب الجمل. فقرر عثمان بن حنيف (والي البصرة من قبل علي بن أبي طالب)، أن يمنع أصحاب الجمل من دخول البصرة. وأرسل إليهم حكيم بن جبلة العبدي من أجل ذلك. فقام طلحة ثم الزبير يخطبان في أنصار المعسكرين، فأيدهما أصحاب الجمل، ورفضهما أصحاب عثمان بن حنيف، ثم قامت عائشة تخطب في المعسكرين، فثبت معها أصحاب الجمل، وانحازت إليها فرقة من أصحاب عثمان بن حنيف، وبقيت فرقة أخرى مع ابن جبلة. واختلف الفريقان وكثر بينهما اللغط، ثم تراموا بالحجارة. ثم قام حكيم بن جبلة العبدي، بتأجيج الفتنة والدعوة إلى القتال، وقام بشتم عائشة، وقتل كل من أنكر عليه ذلك، هذا ودعاة أصحاب الجمل يدعون إلى الكف عن القتال. فلما لم يستجب حكيم بن جبلة العبدي وأنصاره لدعوى الكف عن القتال، كر عليهم أصحاب الجمل، فقتل حكيم بن جبلة العبدي. ثم اصطلح أصحاب الجمل مع عثمان بن حنيف على أن تكون دار الإمارة والمسجد الجامع وبيت المال في يد ابن حنيف، وينزل أصحاب الجمل في أي مكان يريدونه من البصرة. وقيل أن حكيم بن جبلة العبدي قتل بعد هذا الصلح لما أظهر المعارضة.

### من منظور الشيعة (الجمل الصغرى)
ويذكر ضامن بن شدقم بن علي الحسيني المدني في كتابه موقعة الجمل قائلًا: «لقد أصر الناكثون على التمادي في غيهم، حتى صار النكث والغدر سجية ملازمة لهم اينما حلوا، وشعارًا يجمعون حوله الانتهازيين والسفهاء وأصحاب السوء، فهم لم يكتفوا بخيانة علي حتى غروا بعثمان بن حنيف، وقد كان الأخيرة قد وقع اتفاقا للصلح بينهم على شروط اتفقوا عليها.... فخرج طلحة والزبير وأصحابهما حتى أتوا دار الإمارة وعثمان بن حنيف غافل عنهم، وعلى الباب السبابجة يحرسون بيوت الأموال وكانوا قوما من الزط قد استبصروا وأئتمنهم عثمان على بيت المال ودار الإمارة، فأكب عليهم القوم وأخذوهم من أربع جوانبهم ووضعوا فيهم السيف فقتلوا منهم أربعين رجلًا صبرًا! يتولى منهم ذلك الزبير خاصة، ثم هجموا على عثمان فأوثقوه رباطا وعمدوا إلى لحيته ـ وكان شيخا كثّ اللحية ـ فنتفوها حتى لم يبق منها شيء، وقال طلحة: عذبوا الفاسق وانتفوا شعر حاجبيه واشفار عينيه وأوثقوه بالحديد»
وقال الشيخ المفيد: أصيب من عبد القيس –يوم الجمل الصغرى- خمسمائة شيخ مخضوب من شيعة علي، سوى من أصيب من سائر الناس وقتلوا كذلك أربعين رجلًا من السبابجة صبرا، يتولى منهم ذلك الزبير خاصة.
والسبابجة هم حراس بيت مال المسلمين في البصرة وهم قوم من السند
ويذكر محمد باقر المحمودي في نهج السعادة أن علي قال عن أصحاب الجمل: «نكثوا بيعتي، واخرجو ابن حنيف عاملي بعد الضرب المبرح والعقوبة الشديده، وقتلوا السبابجة ومثلوا بحكيم بن جبلة العبدي، وقتلوا رجالًا صالحين، ثم تتبعوا منهم من نجا يأخذونهم في كل حائط وتحت كل رابية، ثم يأتون بهم فيضربون رقابهم صبرًا، مالهم قاتلهم الله أنّى يؤفكون.»
ويذكر أيضا أن عليًا دعى على أصحاب الجمل قائلا:«اللهم اقتلهم بمن قتلوا من شيعتي، وعجل لهم النقمة، وبما صنعوا بخليفتي»

## وصول علي إلى البصرة

مسار للرحلة طرفين؛ علي (أخضر) عائشة (أحمر)

### اتفاق سلمي (وفق منظور أهل السنة)
بعد أن وصل علي بن أبي طالب إلى البصرة، مكث فيها ثلاثة أيام والرسل بينه وبين طلحة والزبير وعائشة، فأرسل القعقاع بن عمرو إليهم فقال لعائشة: «أي أماه، ما أقدمك هذا البلد؟» فقالت: «أي بني الإصلاح بين الناس». فسعى القعقاع بن عمرو بين الفريقين بالصلح، واستقر الأمر على ذلك. وقرر الفريقان الكف عن القتال والتشاور في أمر قتلة عثمان بن عفان. وقرر علي بن أبي طالب أن يرحل في اليوم الذي يليه على ألا يرتحل معه أحد من قتلة عثمان. فاجتمع رؤوس ومثيرو الفتنة، وشعروا أن هذا الصلح سينتهي بتوقيع القصاص عليهم. فخافوا على أنفسهم، وقرروا أن ينشبوا الحرب بين الجيشين، ويثيروا الناس ويوقعوا القتال بينهما فيفلتوا بهذا بفعلتهم.

قال ابن كثير: 

وجاء في تاريخ الطبري: 

### إنكار الصلح بوجود علي (وفق منظور الشيعة)
ينكر الشيعة وجود طرف ثالث كمثل قتلة عثمان ونحوهم في إثارة الحرب، ولهم مصادرهم. ولهم مآخذ كثيرة على قدوم أهل الجمل، وكتأكيد على عدم وجود طرف ثالث في الحرب فيروى انه بعد معركة الجمل بفترة سأل أحد الرجال علي بن أبي طالب في مسجد الكوفة قائلا: يا أمير المؤمنين أرأيت القتلى حول عائشة وطلحة والزبير علام قتلوا؟ فأجاب علي بن أبي طالب قائلا: قتلوا بما قتلوا شيعتي وعمالي، وقتلوا أخا ربيعة العبدي في عصابة من المسلمين، فقالوا: انا لا ننكث كما نكثتم، ولا نغدر كما غدرتم، فوثبوا عليهم فقتلوهم، فسألتهم أن يدفعوا لي قتلة اخواني أقتلهم بهم، ثم كتاب الله حكم بيني وبينهم، فأبوا عليّ، وقاتلوني-وفي اعناقهم بيعتي ودماء قريب من ألف رجل من شيعتي
وكذلك يروى عن علي بن أبي طالب في حديث له عما فعله أصحاب الجمل بأهالي البصرة قائلا: فقدموا –طلحة والزبير وعائشة- على عمالي وخزان بيت مال المسلمين الذي في يدي، وعلى أهل مصر كلهم في طاعتي وعلى بيعتي، فشتتوا كلمتهم وأفسدوا علي جماعتهم، ووثبوا على شيعتي، فقتلوا طائفة منهم غدرا، طائفة منهم عضوا على أسيافهم، فضاربوا بها حتى لقوا الله صادقين
فوالله لو لم يصيبوا منهم الا رجلا واحدا متعمدين لقتله لحل لي به قتل ذلك الجيش بأسره، فدع ما أنهم قتلوا من المسلمين أكثر من العدة التي دخلوا بيها عليهم، وقد أدال الله منهم، فبعدًا للقوم الظالمين

## بدء القتال

### وفق منظور أهل السنة
بات كلا الفريقين فرحين بالاتفاق السلمي الذي تم، وفي اليوم التالي ومع طلوع الفجر، نفذ السبئية خطتهم، وفي هذا قال ابن كثير في البداية والنهاية: «وبات الناس بخير ليلة، وبات قتلة عثمان بشر ليلة، وباتوا يتشاورن، وأجمعوا على أن يثيروا الحرب من الغلس، فنهضوا من قبل طلوع الفجر، وهم قريب من ألفي رجل، فانصرف كل فريق إلى قراباتهم، فهجموا عليهم بالسيوف، فثارت كل طائفة إلى قومهم ليمنعوهم، وقام الناس من منامهم إلى السلاح، فقالوا: طرقتنا أهل الكوفة ليلًا، وبيتونا وغدروا بنا، وظنوا أن هذا عن ملأ من أصحاب علي، فبلغ الأمر عليًا فقال: ما للناس؟ فقالوا: بيتنا أهل البصرة، فثار كل فريق إلى سلاحه، ولبسوا اللأمة، وركبوا الخيول، ولا يشعر أحد منهم بما وقع الأمر عليه في نفس الأمر، وكان أمر الله قدرًا مقدرًا، وقامت الحرب على ساق وقدم، وتبارز الفرسان، وجالت الشجعان، فنشبت الحرب، وتواقف الفريقان، وقد اجتمع مع علي عشرون ألفًا، والتف على عائشة ومن معها نحوا من ثلاثين ألفًا، فإنا لله وإنا إليه راجعون، ومنادي علي ينادي: ألا كفوا ألا كفوا، فلا يسمع أحد».
وكان علي يتألم كثيرًا مما يحدث من إراقة دماء المسلمين فروى ابن ابي شيبة في مصنفه بسند صحيح عن الحسن بن علي قال: «لقد رأيته - يعني عليًا - حين اشتد القتال يلوذ بي ويقول: يا حسن، لوددت أني مت قبل هذا بعشرين حجة أو سنة». وكان علي يتوجّع على قتلى الفريقين ويقول: «يا ليتني متّ قبل هذا اليوم بعشرين سنة». وروى ابن أبي شيبة بإسناده إلى حبيب بن أبي ثابت أن عليًّا قال يوم الجمل: «اللهم ليس هذا أردتُ اللهم ليس هذا أردتُ» فقد كان أعدل وأكثر إيمانًا من أن يحتمل مقتل أحد من المسلمين ظلمًا.

## نتائج المعركة

### رواية أهل السنة
انتهى القتال وقد قتل طلحة بن عبيد الله بعد أن أصابه سهم في ركبته - وقيل في نحره - ولا يعترف السنة بالروايات التي ذكرت أن مروان بن الحكم هو قاتل طلحة، لأنها روايات باطلة لم يصح بها إسناد. وقد حزن علي كثيرًا لمقتله، فحين رآه مقتولًا جعل يمسح التراب عن وجهه ويقول: " عزيزٌ عليّ أبا محمد أن أراك مجندلًا تحت نجوم السماء " ثم قال: " إلى الله أشكو عُجري وبُجري " وبكى عليه هو وأصحابُه.
وقتل الزبير بن العوام، ولمّا جاء قاتل الزبير، لعله يجدُ حظْوةً، ومعه سيفه الذي سلبه منه ليُقدّمه هديّة لعلي، حزن عليه حُزْنًا شديدًا، وأمسك السيف بيده، وقال: «طالما جلّى به الكرب عن وجه رسول الله» ثم قال: «بشر قاتل ابن صفية بالنار» ولم يأذن له بالدخول عليه،
أما عن عائشة فقد قال الرسول محمد لعلي: «سيكون بينك وبين عائشة أمر»، قال عليّ: «فأنا أشقاهم يا رسول الله»، قال: «لا ولكن إذا كان ذلك فاردها إلى مأمنها»، قال أبو بكر بن العربي المالكي: ولما ظهر علي جاء إلى عائشة فقال: «غفر الله لك» قالت: «ولك، ما أردتُ إلا الإصلاح». ثم أنزلها دار عبد الله بن خلف، وهي أعظم دار في البصرة على صفية بنت الحارث أم طلحة الطلحات، وزارها ورحبت به وبايعته وجلس عندها. فقال رجل: يا أمير المؤمنين إن بالباب رجلين ينالان من عائشة، فأمر القعقاع بن عمرو أن يجلد كل منهما مئة جلدة، وأن يجردهما من ثيابهما ففعل. ثم ردها إلى المدينة معززة مكرمة كما أمر الرسول.

### رواية الشيعة
روى أبو مخنف أن من قُتِل من الطرفين سبعة عشر ألفًا. يرى الشيعة أن عائشة قد بغت على علي بل كانت رأسًا للبغاة، يروي الشيخ المفيد عن محمد بن الحنفية أنه قال: كان اللواء معي يوم الجمل وكان أكثر القتلى في بني ضبة فلما انهزم الناس أقبل علي ومعه عمار بن ياسر ومحمد بن أبي بكر فانتهى إلى الهودج وكأنه شوك القنفذ مما فيه من النبل فضربه بعصا ثم قال لعائشة: هيه يا حميراء، أردتِ ان تقتليني كما قتلتِ ابن عفان؟ أبهذا أمركِ الله أو عهد به اليك الرسول؟ فقالت: ملكت فاسجح، فقال علي لمحمد بن أبي بكر: انظر هل نالها شيء من السلاح، فوجدها قد سلمت لم يصل إليها إلا سهم خرق في ثوبها خرقا وخدشها خدشًا ليس بشيء فقال محمد: يا أمير المؤمنين قد سلمت من السلاح إلا سهمًا قد خلص إلى ثوبها فخدش منه شيئًا - فقال علي: احتملها فانزلها دار ابني خلف الخزاعي ثم أمر مناديه فنادى لا يدفف على جريح ولا يتبع مدبر ومن أغلق بابه فهو آمن. يروي أهل السنة رواية شبيهة بهذه، فقد روى البلاذري عن محمد بن حاطب قال: أقبلت مع علي يوم الجمل إلى الهودج وكأنه شوك القنفذ فضرب علي الهودج ثم قال: إن حميراء إرم هذه أرادت أن تقتلني كما قتلت عثمان بن عفان، فقال لها أخوها محمد: هل أصابك شيء؟ فقالت: مشقص في عضدي. فأدخل رأسه ثم جرها إليه فأخرجه.
ويرى الشيعة أن هذه الحرب حملت الكثير من النتائج السلبية على المسلمين فيتحدث محمد جواد مغنية عن الآثار التي ترتبت على حرب الجمل قائلًا:

## الوصلات الخارجية
- قصة الفتنة، راغب السرجاني، موقع قصة الإسلام.
- قصة مقتل عثمان والفتنة، قصة الإسلام.
- موقعة الجمل، الكتاب الذهبي، الشبكة الإسلامية.